# Eulepidotis diana
Eulepidotis diana är en fjärilsart som beskrevs av Heinrich Benno Möschler 1880. Eulepidotis diana ingår i släktet Eulepidotis och familjen nattflyn. Inga underarter finns listade i Catalogue of Life.